# Crescentino
Crescentino – miejscowość i gmina we Włoszech, w regionie Piemont, w prowincji Vercelli.
Według danych na rok 2004 gminę zamieszkiwały 7573 osoby, 157,8 os./km².